# Jamaica nos Jogos Olímpicos de Verão de 2004
A Jamaica competiu nos Jogos Olímpicos de Verão de 2004, em Atenas, na Grécia.
A Jamaica conseguiu ficar na 35° posição, tendo 5 medalhas sendo elas duas de ouro uma de prata e uma de bronze